# St. Willibald (Fürnried)

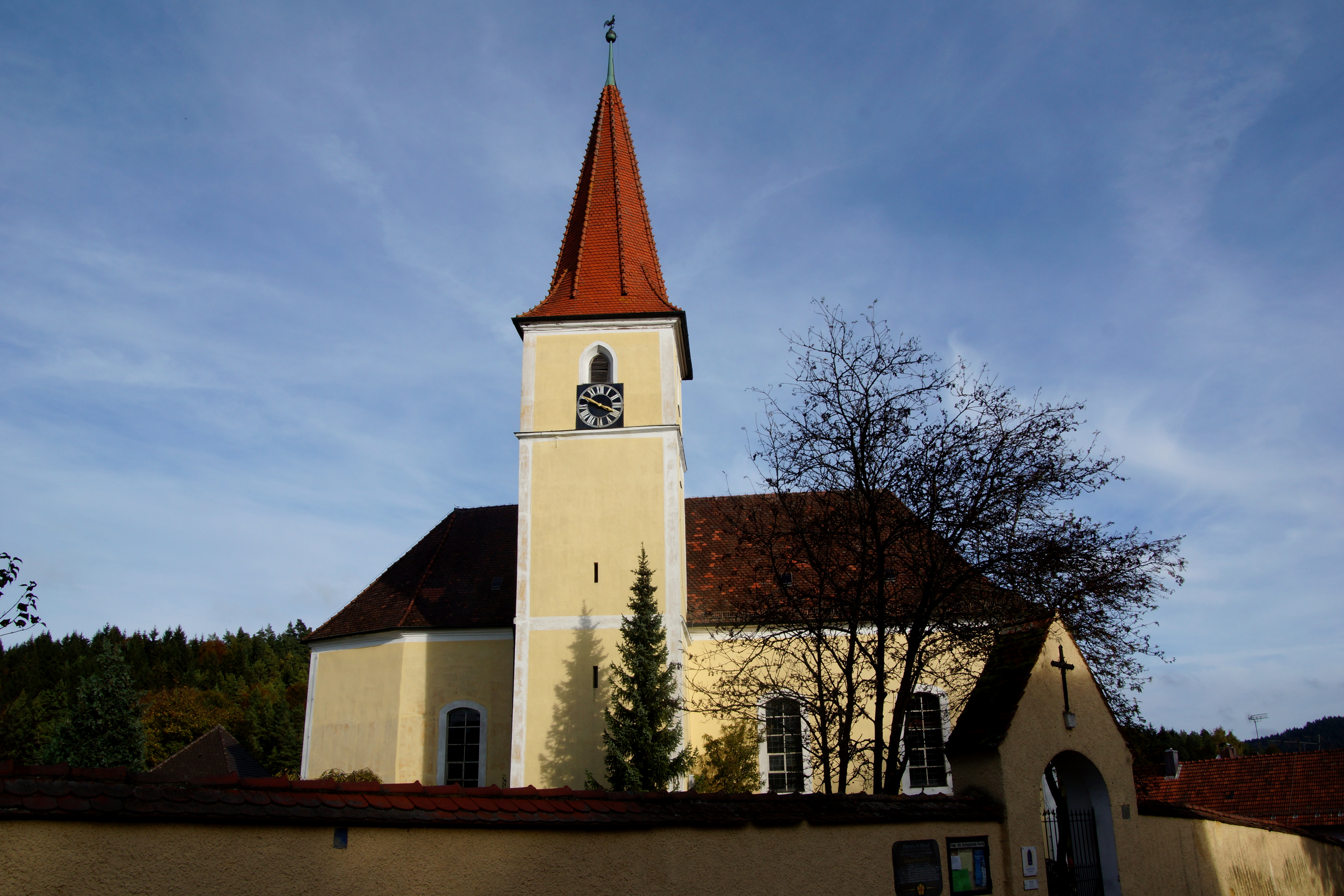
St. Willibald (Fürnried)

Die römisch-katholische und evangelisch-lutherische, denkmalgeschützte Simultankirche St. Willibald steht in Fürnried, einem Gemeindeteil der Gemeinde Birgland im Landkreis Amberg-Sulzbach in der Oberpfalz. Sie dient seit 1652 beiden Konfessionen. Das Bauwerk ist unter der Denkmalnummer D-3-71-116-8 als Baudenkmal in die Bayerische Denkmalliste eingetragen.

## Beschreibung
Die Saalkirche wurde 1794/97 anstelle der romanischen Wehrkirche erbaut, die nur noch eine Ruine war. Sie besteht aus einem Langhaus, einem leicht eingezogenen, dreiseitig geschlossenen Chor im Norden und einem Kirchturm im Westen des Langhauses, dessen oberstes Geschoss die Turmuhr und den Glockenstuhl beherbergt, und der mit einem achtseitigen Knickhelm bedeckt ist. Der Innenraum des Langhauses, der mit einem Tonnengewölbe überspannt ist, hat an drei Seiten doppelstöckige Emporen. Zur Kirchenausstattung gehört ein neugotischer Altar, den eine Statue des Willibald ziert. Bei Heiligen Messen wird ein von Johann Michael Doser gebauter Altar als Volksaltar zum Chorbogen gerollt. Der Seitenaltar stammt aus einer abgebrochenen Kapelle in Tannlohe. An den Langhauswänden stehen Statuen von Maria und Johannes aus dem 17. Jahrhundert.